# Hanna Schygulla

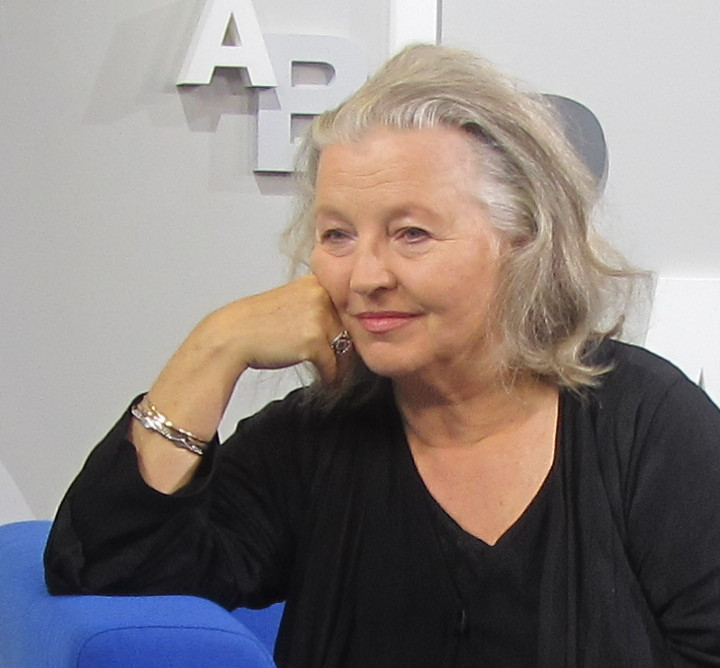
Hanna Schygulla în 2013

Hanna Schygulla (n. 25 decembrie 1943, Königshütte, Germania Nazistă) este o actriță de film și șansonetistă germană.
O frecventă colaboratoare a regizorului de film Rainer Werner Fassbinder, cu care și-a început colaborarea în 1965, Schygulla este larg considerată a fi cea mai importantă actriță a Noului cinema german (Neuer Deutscher Film).

## Biografie
Schygulla s-a născut în Königshütte (astăzi Chorzów din Silezia Superioară, Polonia) ca fiica Antoniei (născută Mzyk) și a lui Joseph Schygulla. Ambele nume Schygulla (ortografiat și Szyguła) și Mzyk are nume poloneze de origine sileziană, indicând un istoric mixt al familiei, foarte comun în Silezia.

## Filmografie

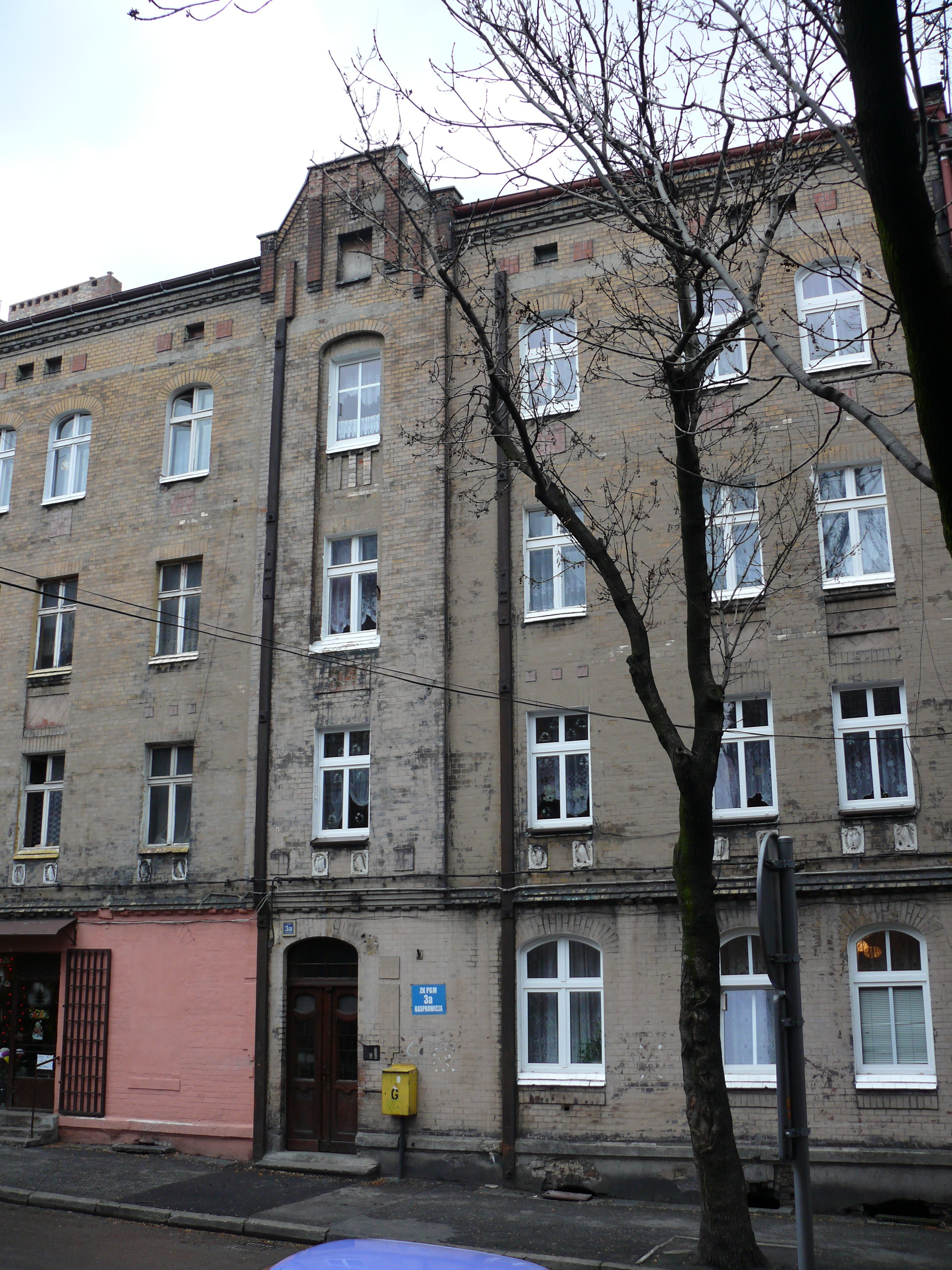
Schygulla's first childhood home, in Königshütte, Upper Silesia, now in Poland

- 1969 Scene de vânătoare din Bavaria inferioară (Jagdszenen aus Niederbayern), regia Peter Fleischmann
- 1969 Dragostea e mai rece decât moartea (Liebe ist kälter als der Tod), regia Rainer Werner Fassbinder
- 1969 Katzelmacher, regia Rainer Werner Fassbinder

- 1970 Zeii ciumei (Götter der Pest), regia Rainer Werner Fassbinder
- 1970 Baal, regia Volker Schlöndorff
- 1970 Warum läuft Herr R. Amok?, regia Michael Fengler și Rainer Werner Fassbinder
- 1970 Mathias Kneissl (Mathias Kneißl), regia Reinhard Hauff
- 1971 Niklashauser Fart, regia Rainer Werner Fassbinder, Michael Fengler
- 1971 Pioniere in Ingolstadt, regia Rainer Werner Fassbinder
- 1971 Rio das Mortes, regia Rainer Werner Fassbinder
- 1971 Whity, regia Rainer Werner Fassbinder
- 1971 Atenție la mironosițaușuratică (Warnung vor einer heiligen Nutte), regia Rainer Werner Fassbinder
- 1972 Negustorul de zarzavaturi (Händler der vier Jahreszeiten), regia Rainer Werner Fassbinder
- 1972 Lacrimile amare ale Petrei von Kant (Die bitteren Tränen der Petra von Kant)
- 1972 Acht Stunden sind kein Tag (miniserial TV)
- 1974 Effi Briest (Fontane Effi Briest), regia Rainer Werner Fassbinder
- 1975 Mișcare greșită (Falsche Bewegung), regia Wim Wenders
- 1976 Chipul unui clovn (Ansichten eines Clowns), regia Vojtěch Jasný
- 1979 Căsătoria Mariei Braun (Die Ehe der Maria Braun), regia Rainer Werner Fassbinder
- 1979 A treia generație (Die dritte Generation), regia Rainer Werner Fassbinder

- 1980 Berlin Alexanderplatz (miniserial TV)
- 1981 Circle of Deceit - Die Fälschung, regia Volker Schlöndorff
- 1981 Lili Marleen, regia Rainer Werner Fassbinder
- 1982 Noaptea de la Varennes (La Nuit de Varennes), regia Ettore Scola
- 1982 Passion (Passion), regia Jean-Luc Godard
- 1982 Antonieta, regia Carlos Saura
- 1983 Sheer Madness (Heller Wahn), regia Margarethe von Trotta
- 1983 The Story of Piera (Die Geschichte der Piera), regia Marco Ferreri
- 1983 O iubire în Germania (Eine Liebe in Deutschland), regia Andrzej Wajda
- 1984 Viitorul e femeie (Il futuro è donna), regia Marco Ferreri
- 1986 Petru cel mare (Peter the Great), regia Marvin J. Chomsky și Lawrence Schiller (miniserial TV)
- 1986 The Delta Force, regia Menahem Golan
- 1987 Miss Arizona, regia Pál Sándor
- 1987 A ta pentru totdeauna, Lulu (Forever, Lulu / Für immer Lulu), regia Amos Kollek
- 1987 Casanova, regia Simon Langton
- 1989 The Summer of Miss Forbes, regia Jaime Humberto Hermosillo

- 1990 Abraham's Gold, regia Jörg Graser
- 1990 Aventurile Catherinei C. (L'Aventure de Catherine C.), regia Pierre Beuchot
- 1991 Mort din nou (Dead Again), regia Kenneth Branagh
- 1992 Varșovia 5703 (Warszawa. Rok 5703), regia Janusz Kijowski
- 1993 Exilul albastru (Mavi sürgün), regia Erden Kiral
- 1994 Die kleinen Freuden des Lebens (Aux petits bonheurs), regia Michel Deville
- 1995 Pakten (Pakten), regia Leidulv Risan
- 1995 O sută și una de nopți (Les Cent et Une Nuits de Simon Cinéma), regia Agnès Varda
- 1996 Metamorphosis of a Melody
- 1998 Lumina ochilor tăi (La niña de tus ojos), regia Fernando Trueba

- 2000 Armoniile capodoperei (Werckmeister harmóniák), regia Béla Tarr
- 2006 Winterreise (Winterreise), regia Hans Steinbichler
- 2007 The Edge of Heaven (Yașamın Kıyısında), regia Fatih Akın
- 2011 Faust (Фауст), regia Aleksandr Sokurov
- 2012 Lullaby to My Father, regia Amos Gitai
- 2023 Sărmane creaturi (Poor Things), regia Yorgos Lanthimos